# Port przeładunkowy paliw płynnych we Wrocławiu
Port przeładunkowy paliw płynnych, port paliwowy – dawny rzeczny port przeładunkowy położony przy Kanale Żeglugowym, około 350 m przed mostami Bolesława Chrobrego, we Wrocławiu, na osiedlu Swojczyce. W miejscu, w którym zlokalizowano nabrzeże, w ciągu kanału wodnego znajduje się  basen portowy. Zlokalizowany jest na prawym jego brzegu. Port oddalony jest od bazy paliw około 500 m.

## Historia
Początkowo, począwszy od budowy bazy magazynowej paliw płynnych, istniała w tym miejscu przystań, oparta na istniejącym nabrzeżu. W latach 1931–1934 port przebudowano i rozbudowano. W ramach robót hydrotechnicznych wykonano nabrzeże w postaci ściany stalowej oraz wydzielono akwen, o długości 74,5 m i szerokości 11,5 m, mieszczący jedną barkę. Powstała także odpowiednia infrastruktura portowa, w tym przede wszystkim przepompownia paliw. Istniała tu także bocznica kolejowa zakończona obrotnicą. 
Po drugiej wojnie światowej baza wraz z portem przejęta została przez wrocławski oddział Centrali Produktów Naftowych (CPN). Następnie zrezygnowano z transportu wodnego paliw. W 1970, a później 1979, powstały projekty przystosowania portu na potrzeby nabrzeża wyładunkowego i redy postojowej barek dla składnic węgla, lecz ostatecznie z nich zrezygnowano.
Nabrzeże wykonane jest jako konstrukcja stalowa z grodzic typu Larsena i ma długości 143 m. Ściana oddzielająca basen portowy od kanału, wykonana również ze stalowych grodzic, ma długość 74,50 m.